# Janusz Fogler
Janusz Wacław Fogler (ur. 1950 w Łodzi) – polski fotograf, dziennikarz, wykładowca akademicki, profesor sztuk plastycznych, prezes Stowarzyszenia Autorów ZAiKS (2009–2022).

## Życiorys
W 1976 ukończył studia z zakresu geografii na Uniwersytecie Warszawskim. Po ukończeniu kursu uzyskał resortowe uprawnienia instruktora w zakresie filmu i fotografii. W 2006 doktoryzował się na Wydziale Grafiki Akademii Sztuk Pięknych w Warszawie. W 2009 otrzymał w tej samej jednostce stopień doktora habilitowanego, zaś w 2011 nadano mu tytuł profesora sztuk plastycznych.
W latach 1976–1989 był zatrudniony na stanowisku redaktora w harcerskim wydawnictwie „Horyzonty” i w Młodzieżowej Agencji Wydawniczej. Jako dziennikarz i fotoreporter współpracował z czasopismami „Poznaj Świat”, „Kontynenty” i „Polityka”, a także z krajowymi i zagranicznymi agencjami oraz wydawnictwami. Od 1990 do 1993 był dyrektorem i redaktorem naczelnym Wydawnictw Artystycznych i Filmowych, uzyskując nominację na to stanowisko w wyniku konkursu. W 1993 odkupił tę firmę od Skarbu Państwa. W latach 2002–2003 był prezesem CHZ Ars Polona. W latach 2005–2011 przewodniczył radzie nadzorczej Oficyny Wydawniczej AURIGA. Współtworzył kwartalnik fotograficzny „6x9” (1991), a także Wyższą Szkołę Sztuk Wizualnych i Nowych Mediów w Warszawie. Jest autorem około dziesięciu książek, zilustrował kilkadziesiąt publikacji. Wydał nagradzane pozycje Tajemnice Bajkału i Odległa Rosja. Został również wykładowcą akademickim m.in. w Katedrze Fotografii i Realizacji Obrazu warszawskiej ASP. W 2009 powierzono mu stanowisko dziekana Wydziału Sztuki Mediów i Scenografii tej uczelni. W lutym 2011 prezydent RP nadał mu tytuł profesora sztuk plastycznych.
Od 1993 przewodniczył Sekcji Autorów Dzieł Fotograficznych Stowarzyszenia Autorów ZAiKS. W 2009 powierzono mu funkcję prezesa tej organizacji, którą kierował do 2022. Był także prezesem Związku Polskich Artystów Fotografików (2002–2005) oraz Polskiego Towarzystwa Wydawców Książek (1996–2005). Był też sekretarzem generalnym działającego w drugiej połowie lat 90. ugrupowania Ruch Stu.
Swoje prace publikował również w USA, Japonii, Niemczech, Szwajcarii, Francji, Rosji i Wielkiej Brytanii.

## Odznaczenia i wyróżnienia
- Krzyż Kawalerski Orderu Odrodzenia Polski (2011)[7]
- Medal Komisji Edukacji Narodowej (2011)[6]
- Złoty Medal „Zasłużony Kulturze Gloria Artis” (2025)[8]
- Brązowy Medal „Zasłużony Kulturze Gloria Artis” (2008)[8]
- Odznaka honorowa „Zasłużony dla Kultury Polskiej”[6]
- Odznaka ZAiKS-u (1998)[9]
- Medal ZAiKS-u (2009)[9]
- Nagroda specjalna ZAiKS-u (2014)[9]
- Nagroda 100-lecia ZAiKS-u (2019)[9]
- Tytuł członka honorowego ZAiKS-u[6]
- Złota Odznaka Honorowa Stowarzyszenia Księgarzy Polskich[6]
- Medal Pamiątkowy Polskiego Towarzystwa Wydawców Książek[5]
- Honorowa Odznaka Polskiego Towarzystwa Wydawców Książek[5]